# Wolfgang Robert Griepenkerl
Wolfgang Robert Griepenkerl (Hofwil, 1810. május 4. – Braunschweig, 1868. október 16.) német költő.

## Életútja
Friedrich Konrad Griepenkerl (1782–1849) pedagógus fia. 1831 és 1835 között Berlinben teológiát hallgatott. Tanulmányai befejezte után Braunschweigban élt, ahol az irodalommal foglalkozott, 1839-ben az ottani Collegium Carolinumban az irodalom tanítója lett és 1840-ben ugyanott a kadétiskola tanárává nevezték ki.

## Főbb művei
- Die sixtinische Madonna, epikai költemény (Braunschweig, 1836) (Digitalisat);
- Das Musikfest oder die Beethovener, novella (Lipcse, 1838, 2. kiad. 1841) (Digitalisat);
- Ritter Berlioz in Braunschweig. Zur Charakteristik dieses Tondichters. (uo. 1843) (Digitalisat);
- Die Oper der Gegenwart (Lipcse, 1847),
- Der Kunstgenius er deutschen Litteratur im letzten Jahrhundert (Lipcse 1846, I. rész) (Digitalisat);
- Maximilian Robespierre (Bréma, 1851) (Digitalisat)
- Die Girondisten (tragédia) (Digitalisat)
- Ideal und Welt (Weimar, 1855, színmű) (Digitalisat)
- Auf der hohen Rast (Freiberg, 1860, színmű) (Digitalisat)
- Auf Sanct Helena (Hamburg, 1862) (Digitalisat);
- Novellen (elbeszélések, Braunschweig, 1868)

## Forrás
- Griepenkerl. In  A Pallas nagy lexikona. Szerk. Bokor József. Budapest: Arcanum – FolioNET. 1998.  ISBN 963 85923 2 X

## Fordítás
- Ez a szócikk részben vagy egészben  a   Wolfgang Robert Griepenkerl című német Wikipédia-szócikk fordításán alapul.  Az eredeti cikk szerkesztőit annak laptörténete sorolja fel. Ez a jelzés csupán a megfogalmazás eredetét és a szerzői jogokat jelzi, nem szolgál a cikkben szereplő információk forrásmegjelöléseként.